# اچ‌ام‌اس رویالیست (۱۸۸۳)
اچ‌ام‌اس رویالیست (۱۸۸۳) (به انگلیسی: HMS Royalist (1883)) یک کشتی بود که طول آن ۲۰۰ فوت (۶۱ متر) بود. این کشتی در سال ۱۸۸۳ ساخته شد.